# Lwowska Obwodowa Administracja Państwowa

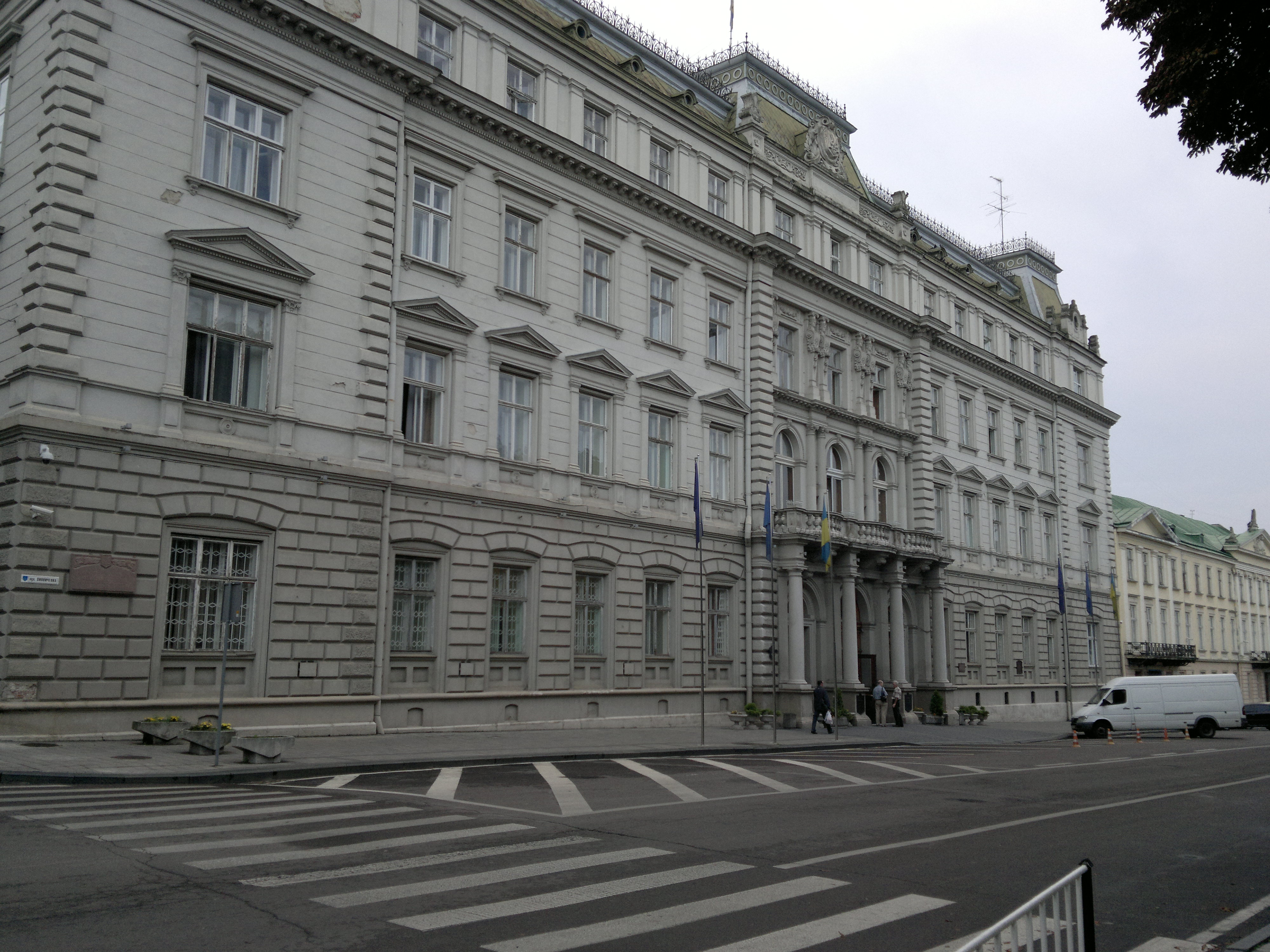
Budynek Administracji Państwowej Obwodu Lwowskiego

Lwowska Obwodowa Administracja Państwowa – obwodowa administracja państwowa (ODA), działająca w obwodzie lwowskim Ukrainy.

## Przewodniczący ODA
- Mykoła Horyń (1995–1997)
- Mychajło Hładij (luty 1997 – styczeń 1999)
- Stepan Senczuk (od 15 stycznia 1999 do 19 marca 2001)
- Mychajło Hładij (od 26 marca 2001 do 26 kwietnia 2002)
- Myron Jankiw (kwiecień 2002 – czerwiec 2003)
- Ołeksandr Sendera (od 9 czerwca 2003 do 20 grudnia 2004)
- Petro Olijnyk (sierpień 2005 – luty 2008)
- Mykoła Kmit (od 28 lutego 2008 do 20 kwietnia 2010)
- Wasyl Horbal (od 20 kwietnia 2010)
- Mychajło Cymbaluk (od 21 grudnia 2010 do 2 listopada 2011)
- Mychajło Kostiuk (od 2 listopada 2011 do 2 marca 2013)
- Wiktor Szemczuk (od 2 marca 2013 do 31 października 2013)
- Ołeh Sało (od 31 października 2013 do 2 marca 2014)
- Iryna Sech (od 2 marca 2014 do 14 sierpnia 2014)
- Jurij Turianski (p.o., od 15 sierpnia 2014 do 30 grudnia 2014)
- Ołeh Syniutka (od 30 grudnia 2014 do 11 czerwca 2019)
- Markijan Malśkyj (od 5 lutego 2020)